# Constitution de l'Ouzbékistan

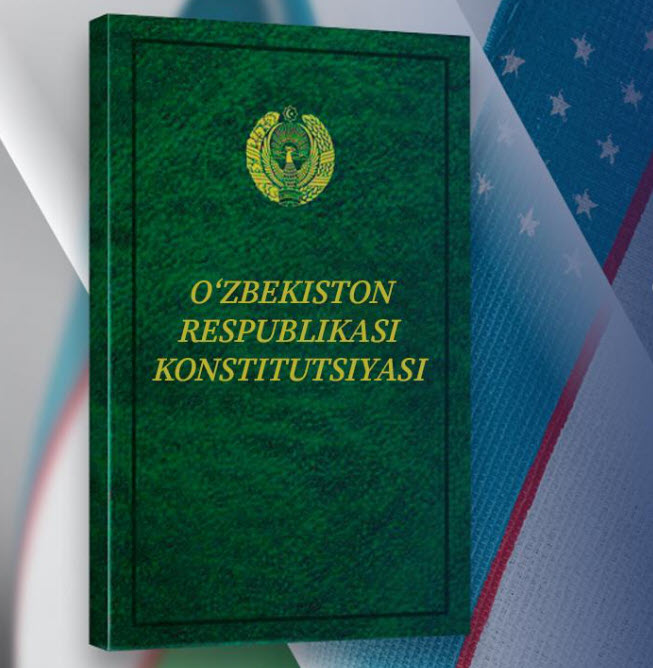
Constitution de la République d'Ouzbékistan

La Constitution de la République d'Ouzbékistan est la loi  principale de la République d'Ouzbékistan, un document politique et juridique ayant force de loi suprême, adoptée le 8 décembre 1992. La Constitution actuelle de la République d'Ouzbékistan a été rééditée en plusieurs éditions, l'actuelle date du 30 avril 2023,,.

## Histoire
Adopté le 8 décembre 1992, lors de la 11e session du Conseil suprême de la République d'Ouzbékistan, de la 12e convocation. Pour célébrer l’adoption de la Constitution de la République d’Ouzbékistan, le jour de son adoption – le 8 décembre – a été déclaré fête nationale – le Jour de la Constitution de la République d’Ouzbékistan. La loi constitutionnelle « Sur l’indépendance de l’État de la République d’Ouzbékistan » (31 août 1991) a servi de base à cette Constitution. L'idée de créer la première Constitution de l'Ouzbékistan indépendant a été avancée pour la première fois lors de la 2e session du Conseil suprême du pays, tenue le 20 juin 1990. Cette session a décidé de créer une Commission constitutionnelle composée de 64 membres, présidée par le président Islam Karimov. Il comprenait des députés, des représentants de la République du Karakalpakstan et des régions, des chefs d'État et d'associations publiques, d'entreprises et d'exploitations agricoles, des juristes et des spécialistes. Lors de la 10e session du Conseil suprême, la composition de la commission a été partiellement renouvelée. Le projet élaboré par la commission a été publié dans la presse et largement discuté. La Commission constitutionnelle, après avoir examiné les résultats du débat public, a recommandé que le projet soit révisé et approuvé pour examen lors d’une session du Conseil suprême. Le projet a également été adopté après une discussion article par article lors de la session du Conseil suprême.
La nouvelle version de la Constitution de la République d'Ouzbékistan est entrée en vigueur le 1er mai 2023. Cela s'est basé sur l'adoption de la loi pertinente, composée de 11 articles, basée sur les résultats du référendum tenu le 30 avril. Une nouvelle version de la Constitution est annexée à l'article 1 de cette loi. La nouvelle constitution a été mise à jour à 65 pour cent.

### Modifications apportées
La Constitution de la République d'Ouzbékistan a jusqu'à présent été amendée 15 fois.
- Par la loi adoptée le 28 décembre 1993, les mots « parmi 150 députés » au 1er alinéa de l'article 77 de la Constitution ont été remplacés par les mots « parmi les députés » ;
- Selon les résultats du référendum national tenu le 27 janvier 2002 et conformément à la loi adoptée le 24 avril 2003, des modifications et des ajouts ont été apportés aux chapitres XVIII, XIX, XX, XXIII de la Constitution ;
- L'article 89, alinéa 15 de l'article 93, deuxième partie de l'article 102 de la Constitution ont été modifiés par la loi du 11 avril 2007 ;
- La loi adoptée le 25 décembre 2008 a modifié la première partie de l'article 77 de la Constitution ;
- Les articles 78, 80, 93, 96 et 98 de la Constitution ont été modifiés et complétés par la loi adoptée le 18 avril 2011 ;
- La deuxième partie de l'article 90 de la Constitution a été modifiée par la loi adoptée le 12 décembre 2011 ;
- 32, 78 de la Constitution par la loi adoptée le 16 avril 2014. Les articles 93, 98, 103 et 117 sont modifiés et complétés ;
- Les articles 80, 81, 83, 93, 107, 110 et 111 de la Constitution ont été modifiés et complétés par la loi adoptée le 6 avril 2017 ;
- Les articles 80, 93, 108 et 109 de la Constitution ont été modifiés et complétés par la loi adoptée le 31 mai 2017 ;
- Les articles 99 et 102 de la Constitution ont été modifiés et complétés par la loi adoptée le 29 août 2017 ;
- Par la loi adoptée le 15 octobre 2018, les mots « président (ancien) et ses conseillers pendant deux ans et demi » dans la première partie de l'article 105 ont été remplacés par les mots « président (ancien) » ;
- Par la loi adoptée le 18 février 2019, le mot « National » aux articles 80 et 93 a été remplacé par le mot « Etat » ;
- Des modifications ont été apportées aux articles 79, 93 et 98 de la loi adoptée le 5 mars 2019 ;
- Conformément à la loi adoptée le 4 septembre 2019, des modifications ont été apportées aux articles 96 et 117 dans le cadre de l'amélioration de la législation électorale.

- Cour constitutionnelle de la République d'Ouzbékistan ;
- Cour suprême de la République d'Ouzbékistan ;
- tribunaux militaires;
- Tribunal de la République du Karakalpakstan, tribunaux régionaux et municipaux de Tachkent ;
- Tribunal administratif de la République du Karakalpakstan, tribunaux administratifs des régions et de la ville de Tachkent ;
- Tribunaux inter-districts, de district et municipaux pour les affaires civiles ;
- Tribunaux de district et municipaux pour les affaires pénales ;
- tribunaux économiques inter-districts, de district, municipaux ;
- tribunaux administratifs intercommunaux.

## Structure
La Constitution de la République d'Ouzbékistan se compose d'un préambule, de 6 sections, de 27 chapitres et de 155 articles.
La section 1 (chapitres I à IV, articles 1 à 4) est intitulée « Principes de base ».
La section 2 (chapitres V à XI, articles 19 à 64) est intitulée « Droits, libertés et devoirs fondamentaux de la personne et des citoyens ».
La section 3 (chapitres XII-XV, articles 65-82) est intitulée « Société et personne ».
La section 4 (chapitres XVI-XVII, articles 83-90) est intitulée « Structure administrative-territoriale et étatique ».
L'article 5 (chapitres XVIII-XXVII, articles 91-153) est intitulé « Organisation du pouvoir d'État ».
L'article 6 (articles 154-155) est intitulé « Procédure de modification de la Constitution ».

## Sources
1. ↑  « Constitution de l'Ouzbékistan »
2. ↑  « Действующая редакция конституции республики Узбекистан от 30 апреля 2023 года » [archive du 4 décembre 2015] (consulté le 2 janvier 2015)
3. ↑  « В Конституцию Узбекистана внесены изменения », Газета.uz,‎ 8 avril 2017 (lire en ligne [archive du 16 juin 2017], consulté le 27 juillet 2017)